# Policía de San Juan

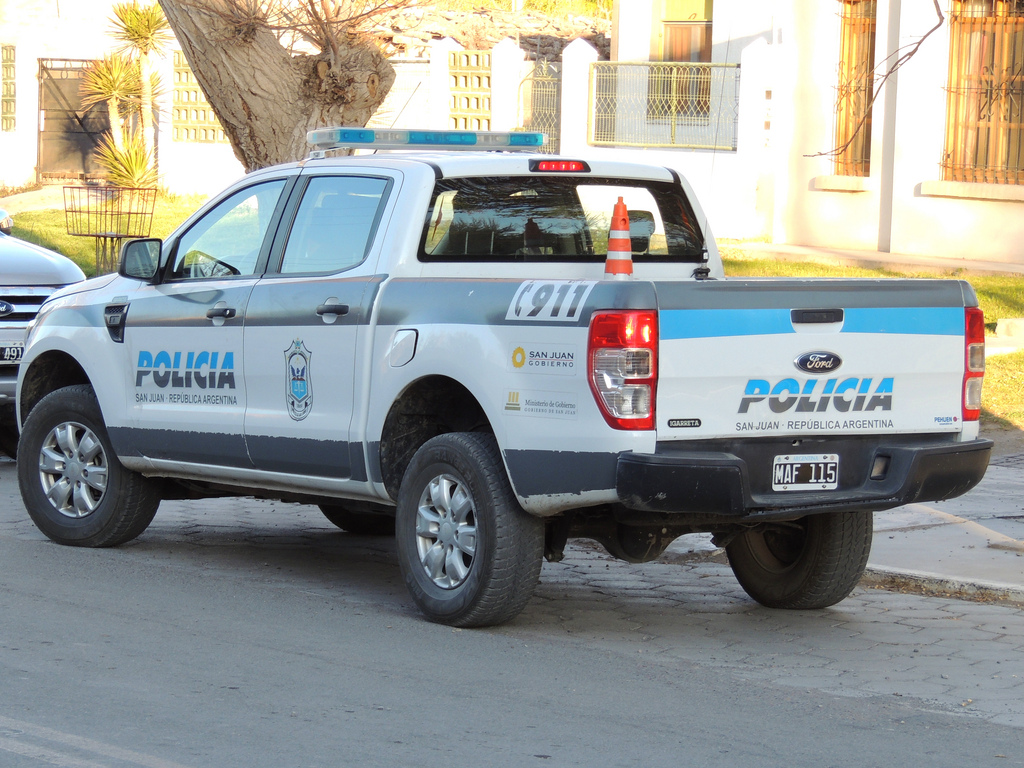
Una camioneta Ford Ranger perteneciente a la Policía de San Juan

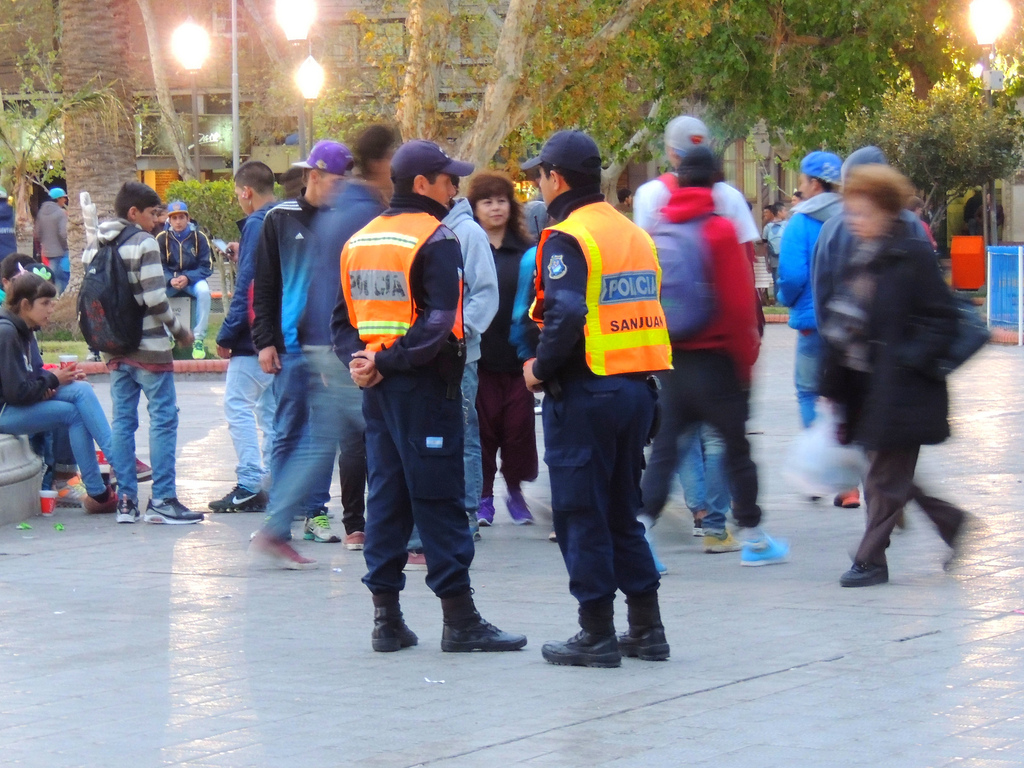
Efectivos de la Policía de San Juan en la plaza principal de la ciudad capital de la provincia

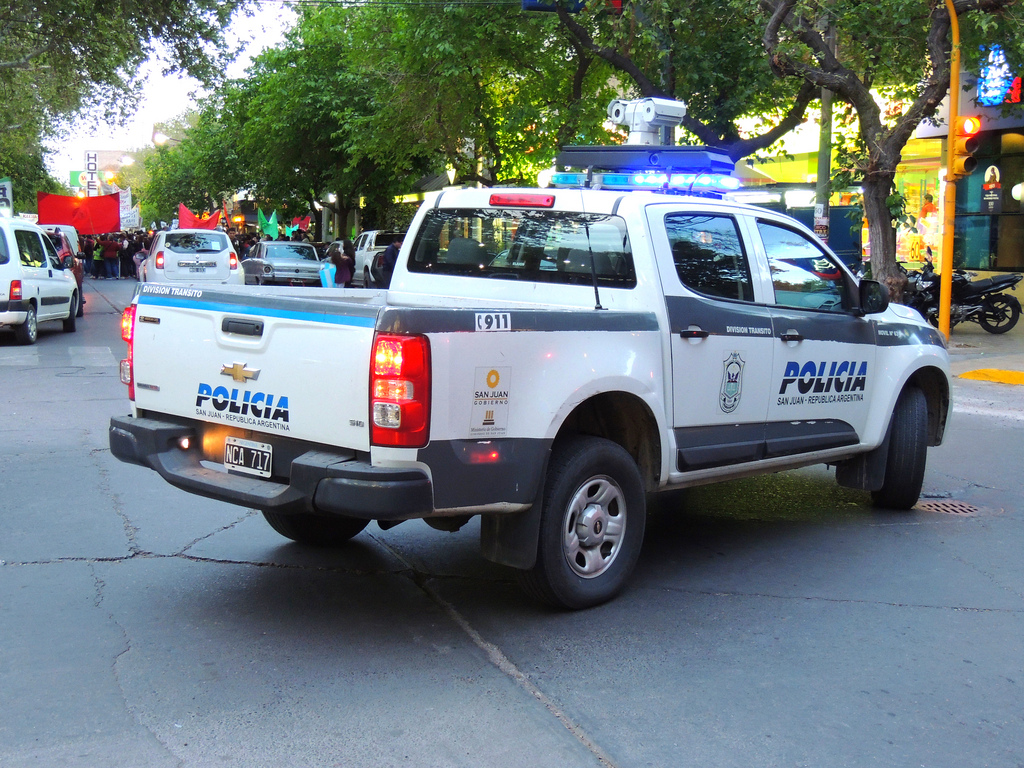
Una camioneta Chevrolet de la Policía de San Juan en una de las esquinas céntricas de la ciudad capital de la provincia

La Policía de San Juan, una de las 23 policías provinciales existentes en la Argentina, está a cargo de la seguridad pública de los habitantes de la provincia de San Juan.